# العلاقات الصربية الصومالية
العلاقات الصربية الصومالية هي العلاقات الثنائية بين صربيا والصومال. يحافظ البلدان على علاقات دبلوماسية كانت قد أقيمت بين الصومال وجمهورية يوغوسلافيا السابقة، بعد حصول الصومال على استقلالها من إيطاليا خلال ستينيات القرن العشرين.
كان ليوغوسلافيا سفارة في مقديشو، ويوجد مراسلات مؤرشفة بين سفاراتي يوغوسلافيا في مقديشو وأديس أبابا بإثيوبيا عام 1975 حول العلاقات بين الاتحاد السوفيتي وإثيوبيا والصومال، وهو الوضع الذي أدى إلى نشوب حرب أوغادين عام 1977.
عينت صربيا خلال أوائل عام 2015 أول سفير لها (إيفان زيفكوفيك) في الصومال منذ تفكك يوغوسلافيا واندلاع الحرب الأهلية الصومالية. وقد ألتقى الرئيس الصومالي حسن شيخ محمود مع زيفكوفيك في شهر فبراير من نفس العام، وكشف البلدان عن خطط لتوسيع أفق التعاون في مجالات التنمية والزراعة والعلوم والصحة والتأهيل المهني للشباب الصومالي.